# 蔵王ダム (山形県)
蔵王ダム（ざおうダム）は、山形県山形市大字上宝沢字葉の木沢地先、一級水系 最上川水系須川の右支川である馬見ヶ崎川（まみがさきがわ）に建設されたダムである。

## 沿革
蔵王山を水源にして山形市内を貫流する馬見ヶ崎川は、蔵王山系の土砂を排出して大扇状地を形成している。その扇状地の上に山形市街地があるわけだが、洪水の度に流路が変わる河川でもあった。このため古くから河川改修は進められていたが1868年（明治2年）の水害によって本格的な河川改修が実施された。急峻な地形による洪水は土石流となるため、現在でも山間部から平野に出る付近では砂防堰堤群（床固工）が建設されている。だが次第に山形市街地の拡大によって河道改修は困難になりつつあり、新たなる治水事業に必要性が論じられた。
一方、馬見ヶ崎川が合流する須川は、上流の鉱山から流出する鉱毒水によって汚染されており、全く水源として利用が出来ない河川であった。このため必然的に馬見ヶ崎川への水利用が集中したが、扇状地を流れる河川であり雪解け水や雨水は比較的速く流下するので、取水が難しい河川でもあった。特に山形市内の人口増加に伴い上水道の需要が増加するに連れて供給が追いつかず、年を追う毎に断水の回数が増加した。さらに周辺の農地への農業用水供給も、農地面積拡大に伴い補給が困難になりつつあった。
このような観点から新規水資源開発を目的として1958年（昭和33年）山形市は市町村営水道用ダムの建設を馬見ヶ崎川に計画、予備調査を開始した。翌1959年（昭和34年）3月には「山形市水資源委員会」を設立して本格的な施工に向けた準備を開始したが、治水の観点から馬見ヶ崎川を管理する山形県が1962年（昭和37年）よりダム事業に参加。最終的に治水と上水道補給を目的とした「馬見ヶ崎川総合開発事業」として1965年（昭和40年）に予備調査を開始、翌1966年（昭和41年）に国庫補助を受けた補助多目的ダム事業として蔵王ダム建設事業の施工が開始された。

## 目的
ダムは山形市の東部、蔵王山系の奥深くにあり水没する民家は無く、漁業権補償の他は特段の補償交渉もなかった。この為工期わずか4年という短期間で1970年（昭和45年）3月に完成した。型式は全国に14ヶ所（日本ダム協会調べ）しかない中空重力式コンクリートダムであり、最後から2番目に施工されたダムである。ちなみに都道府県営ダムで中空重力式であるダムは全国で4ヶ所のみで、その内2ヶ所は山形県に存在する。残りの1ヶ所は置賜野川に1961年（昭和36年）完成した木地山ダムである。高さは66.0m。
目的は山形市松原地点における馬見ヶ崎川の計画高水流量1,200トン／秒を970トン／秒に低減する（230トン／秒の洪水量をカット）洪水調節、山形市内の既得農地（水田約1,276haと畑350ha）への慣行水利権分の農業用水補給を行う不特定利水、及び山形市へ日量30,000トン／秒の上水道を供給する。ダム湖は蔵王山に因み蔵王湖（ざおうこ）と命名された。
なお、滋賀県蒲生郡日野町の淀川水系日野川に同名のダムが建設されている。この蔵王ダムは農林水産省近畿農政局が管理する灌漑専用のロックフィルダムである。

## 河川利用
馬見ヶ崎川は河川敷の利用が比較的高度にされており、河川公園が市内両岸に整備されている。「日本一の芋煮会」もこの馬見ヶ崎川河川敷で行われる。河川改修については堤防の新規建設やダム建設が難しい状況であるため、堤防の修築や洪水流下の阻害要因となる橋梁の架け替えが計画されている。須川ではJR東日本左沢線の須川橋梁が対象となり、架け替え事業が現在施工されている。